# Bélier cuirassé
Pour les articles homonymes, voir Bélier (homonymie).
Un bélier cuirassé est un navire de guerre de la fin du XIXe siècle.

## Historique
Au cours du XIXe siècle les navires de guerre sont successivement dotés de nouveaux canons dévastateurs pour les coques en bois, puis de la propulsion par hélice mue par une machine à vapeur, et ensuite d'un blindage pratiquement invulnérable par l'artillerie de l'époque qui se matérialise avec l'apparition de la Gloire. Il est alors clair que les navires en bois sont obsolètes, et que de nouveaux moyens sont à rechercher contre ceux en fer. Une des voies adoptées est de ressusciter l'éperon comme mode d'attaque, lointaine résurgence de la guerre navale antique, arme dont sont équipés plusieurs bâtiments nouveaux. Au cours de la guerre de Sécession le combat de Hampton Roads entre navires cuirassés impressionne l'opinion mondiale ; les deux cuirassés étaient équipés de l'éperon, et s'en servirent avec un succès mitigé. La bataille de Lissa, en 1866, laisse l'impression d'une relative efficacité de l'éperon. L'arme subsiste donc pendant quelque temps, avant que l'artillerie rattrape son retard sur la cuirasse. Les navires ainsi équipés et destinés principalement à éperonner leurs adversaires se virent attribuer en anglais le nom de ram, c’est-à-dire bélier, au sens de la machine de guerre du Moyen Âge.

## Utilisation

### En France
En France, ce vocable de bélier n'a jamais été officiellement utilisé par la Marine. Les bâtiments pouvant rentrer dans cette catégorie portaient plutôt le nom de garde-côtes cuirassé. On compte notamment :
- Le Taureau : Construit à Toulon entre 1863 et 1865. Armé d'un unique canon de 24 centimètres et protégé par une ceinture blindée de 15 centimètres d'épaisseur, il portait une étrave renforcée en forme d'éperon. Désarmé en 1885. Il déplaçait 2 476 tonnes.
- Les Cerbère : Une série de 4 navires, dérivés du précédent. Ils déplacent 2 718 tonnes. Le Cerbère est lancé en 1868 à Brest, le Bélier en 1870, à Cherbourg, le Tigre en 1871 à Rochefort et le Bouledogue en 1872 à Lorient. Ils sont armés, sur leur avant, d'une tourelle portant 2 canons de 24 cm[1], et, bien sûr, d'un éperon. La coque, arrondie, en forme de carapace de tortue, est protégée par une ceinture blindée de 22 cm d'épaisseur. Ces quatre navires seront désarmés entre 1885 et 1896, sans avoir servi à grand-chose. Il est vrai que les théories comme les réalisations techniques évoluaient si rapidement à cette époque, que ces navires se sont très rapidement révélés dépassés.
- Le SMS Prinz Adalbert, bélier cuirassé construit en 1863 à Bordeaux, initialement pour l'armée confédérée, puis vendu à la marine prussienne.
- Le Kōtetsu, sister-ship du SMS Prinz Adalbert, construit également à Bordeaux en 1863, pour l'armée confédérée, mais qui servit surtout dans la marine japonaise.

### Aux États-Unis
Bien que dans un registre différent, des navires similaires ont été utilisés durant la Guerre de Sécession